# Pomaderris affinis
Pomaderris affinis är en brakvedsväxtart som beskrevs av N. A. Wakefield. Pomaderris affinis ingår i släktet Pomaderris och familjen brakvedsväxter. Inga underarter finns listade i Catalogue of Life.